# Aechmea blanchetiana
Aechmea blanchetiana là một loài thực vật có hoa trong họ Bromeliaceae. Loài này được (Baker) L.B.Sm. mô tả khoa học đầu tiên năm 1955.

## Hình ảnh

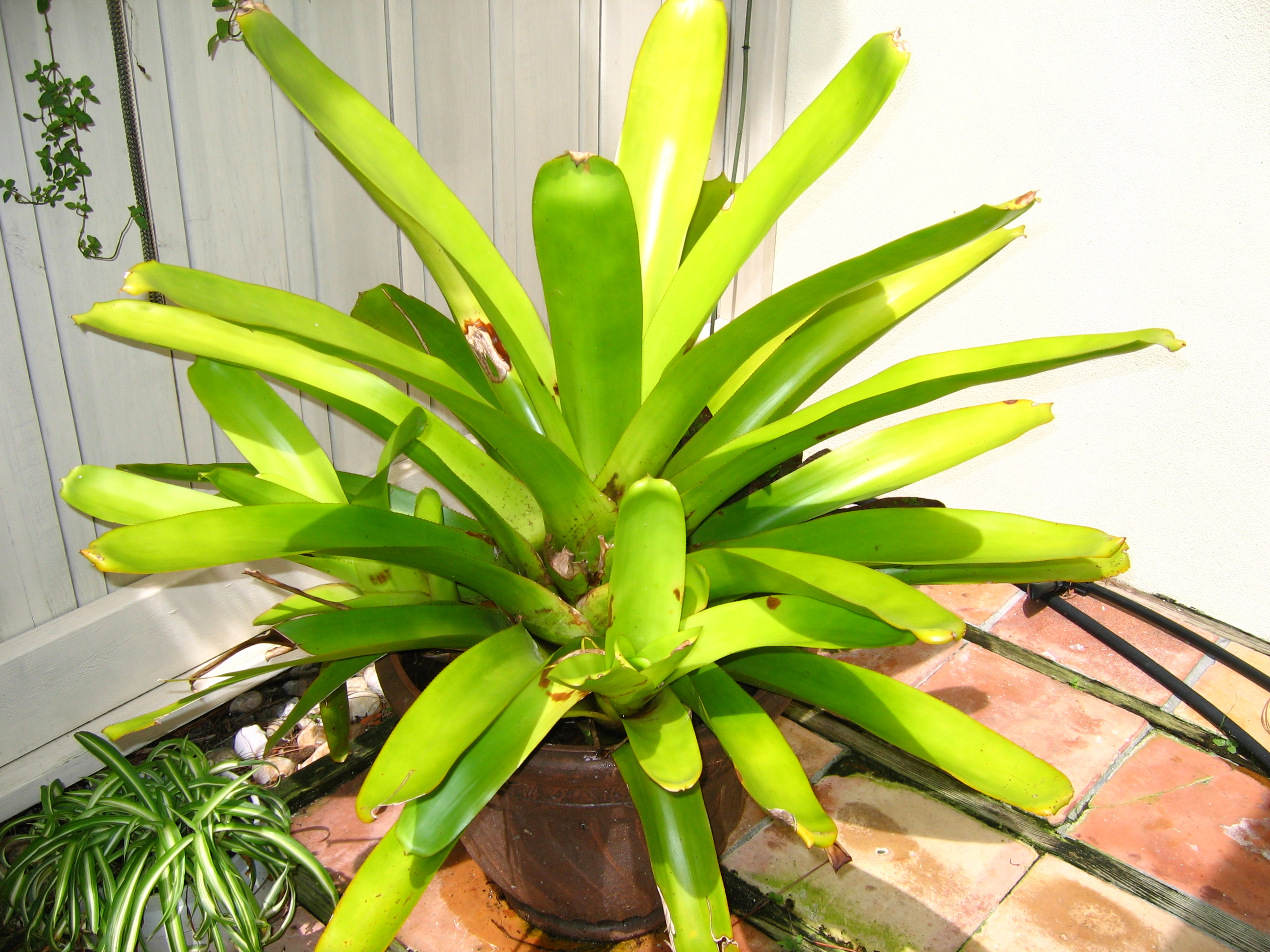
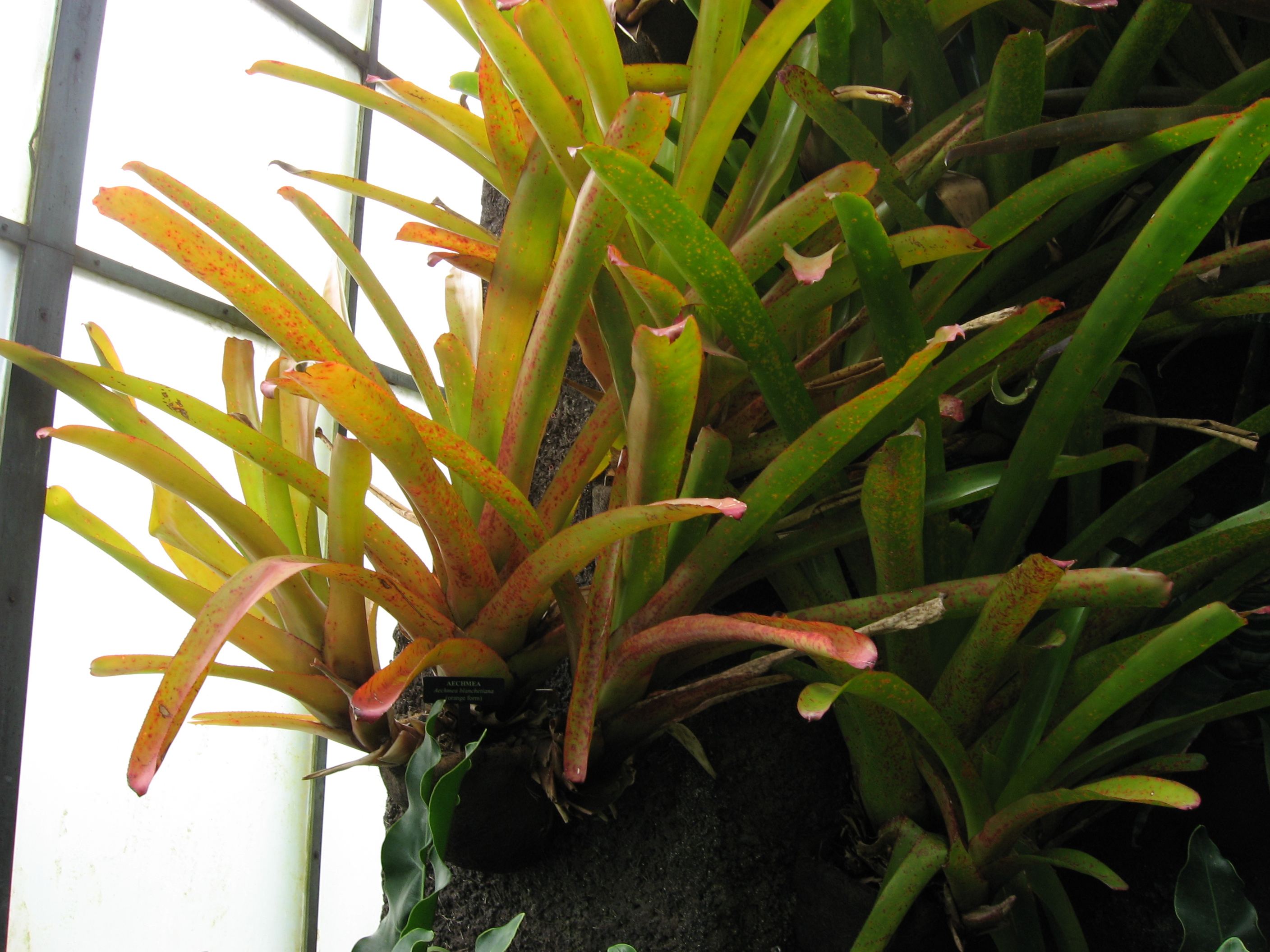
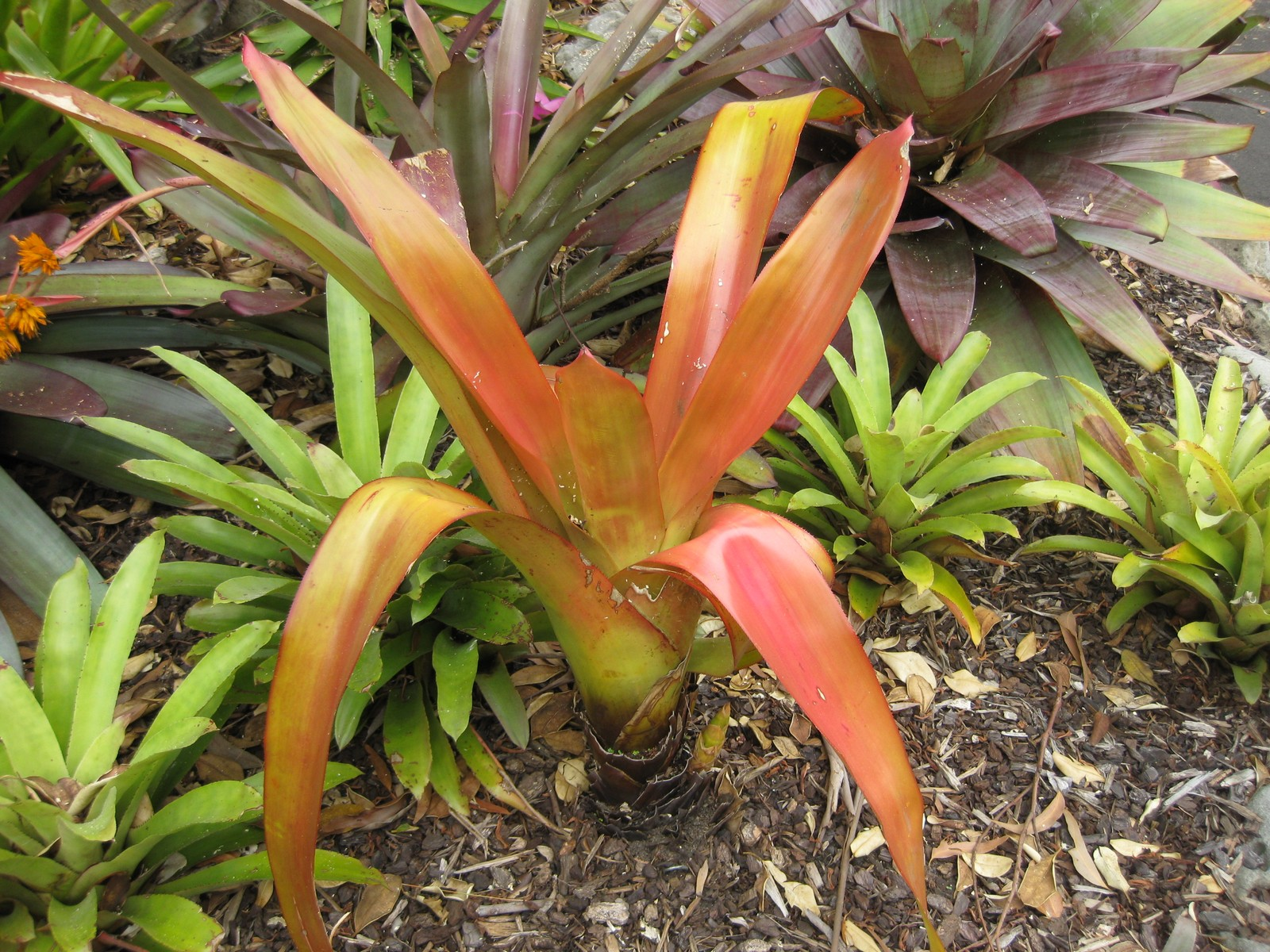
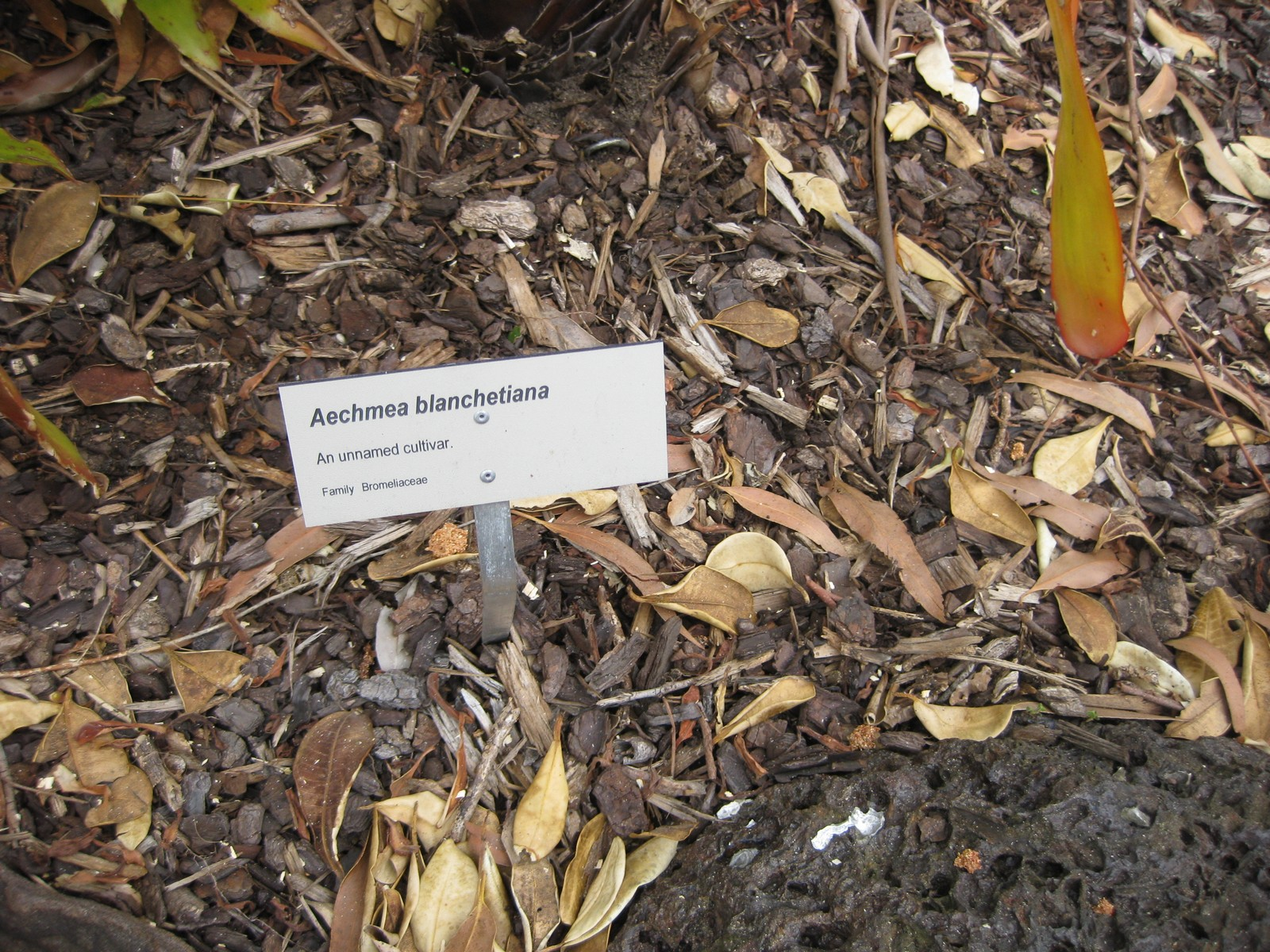